# Neolecanium tuberculatum
Neolecanium tuberculatum är en insektsart som först beskrevs av Townsend och Cockerell 1898.  Neolecanium tuberculatum ingår i släktet Neolecanium och familjen skålsköldlöss. Inga underarter finns listade i Catalogue of Life.